# Journal de 20 heures (télévision tunisienne)
Le journal de 20 heures de la Télévision Tunisienne est un journal télévisé tunisien diffusé sur la Télévision tunisienne 1 à 20 heures. Il est chargé d'informer les citoyens tunisiens. Le journal est rediffusé chaque jour à 2 heures du matin. Durant le mois de ramadan, le journal est diffusé à 20 h 45 au lieu de 20 heures.

## Histoire
Sa diffusion débute en 1966 sur la RTT1 (actuelle Télévision tunisienne 1), diffusée par la Radiodiffusion-télévision tunisienne, devenue l'Établissement de la radiodiffusion-télévision tunisienne, puis par l'Établissement de la télévision tunisienne.
Le journal est diffusé à 19 h 30 jusqu'au début des années 1980, avant de passer à 20 heures. Il porte initialement le titre arabe de Charit Al Anbaa (شريط الأنباء), littéralement « Film de l'actualité » ou « Défilé de l'actualité », avant de devenir simplement Al Anbaa (الأنباء) le 7 novembre 1987.

## Identité visuelle

### Générique actuel
Le générique actuel est diffusé la première fois le 25 juillet 2011. Il débute avec une image de la Terre où s'affiche l'heure, de 19 à 20 heures. L'arrière-plan est une image de la mer et des continents. Ensuite, la Terre est montrée entourée de lumières qui sortent de la Tunisie. Pour finir, la Terre devient rouge et s'arrête de tourner ; il est alors écrit en arabe Le Journal 20:00. 

### Ancien générique
L'un des anciens génériques possède un arrière-plan bleu sur lequel tourne la Terre. De même couleur, elle tourne sur elle-même avec de la lumière et des flashs, puis le générique s'arrête lorsque s'affiche le mot « Informations ».
Un autre générique est créé après la révolution tunisienne de 2011 et le départ du président Zine el-Abidine Ben Ali ; celui-ci ressemble au premier mais prend la couleur rouge.

## Présentateurs
Le journal est présenté chaque jour par deux présentateurs.

### Dimanche et lundi
- En hiver depuis le 15 mars 2011 : Walid Abdallah et Dalel Guesmi
- En été depuis le 18 juillet 2011 : Ikbal Kalboussi et Dalel Guesmi

### Mardi
- En hiver et été depuis le 15 mars 2011 : : Ikbel Kalboussi et Zina Khemiri Sliti

### Mercredi
- En hiver depuis le 15 mars 2011 : Naïma Abdallah Jouini et Ikbel Kalboussi
- En été depuis le 18 juillet 2011 : Dora Dhaoui et Ikbel Kalboussi

### Jeudi et vendredi
- En hiver depuis le 15 mars 2011  : Imad Berboura et Insaf Ben Moussa Youssef
- En été depuis le 18 juillet 2011 : Zina khmiri Sliti et Taieb Bouzid

### Samedi
- En hiver depuis le 15 mars 2011 : Zina Khemiri Sliti et Walid Abdallah
- En été depuis le 18 juillet 2011 : Walid Abdallah et Dorra Dhaoui

## Studio
Le journal est diffusé entre 1966 et 1990 depuis le studio 10 de la maison de Radio Tunis. Il déménage ensuite au studio 15 de la même maison jusqu'en mars 2010, quand la chaîne commence à émettre depuis la nouvelle maison de la télévision tunisienne. Le studio du journal change à nouveau à partir du 22 octobre 2011.

## Informations économiques
Après la présentation des informations tunisiennes et mondiales sont présentées les informations économiques sous la houlette de Dalel Guesmi et Zina Mliki.